# Hello, Frisco, Hello
Hello, Frisco, Hello é um filme estadunidense de 1943 dirigido por H. Bruce Humberstone e protagonizado por Alice Faye e John Payne. É uma refilmagem de O Rei dos Empresários (1936), que foi baseado na história original intitulada "O dia nunca chegou".

## Sinopse
O filme conta a história de um grupo de artistas da vaudeville de São Francisco, durante o período da explosão entre o Panamá e o Pacífico no ano de 1915, e quando Alexander Graham Bell fez sua primeira ligação transcontinental de Nova Iorque a São Francisco. 

## Produção e filmagem
De acordo com registros do estúdio Fox, Robert Hopkins, Len Hammond e Jo Swerling trabalharam em versões anteriores do roteiro para este filme, porém, não incluído no final, Ken Englund e Harold Friedman foram designados a trabalhar no roteiro, embora as suas contribuições para Hello, Frisco, Hello não sejam confirmadas. De acordo com uma notícia publicada pelo The Hollywood Reporter em 10 de março de 1942, o escritor Richard Macauley estava sendo considerado para dirigir o filme. Segundo observou a publicação, o produtor Milton Sperling teve que deixar o estúdio para se juntar aos fuzileiros navais durante a Segunda Guerra Mundial, e que seus deveres seriam assumido por Lee Marcus. William Perlberg havia sido escalado pelo estúdio para produzir o filme, e é possível que ele ou Marcus tenham supervisionado as gravações de Hello, Frisco, Hello durante a ausência de Sperling, embora este último tenha recebido o crédito exclusivo na tela como o produtor.
A atriz Gene Tierney foi considerada para o filme, apesar do Los Angeles Times em 6 de fevereiro de 1943 ter relatado que Carole Landis e Betty Grable estrelariam o filme, e que Anne Baxter também havia sido anunciada no elenco. Segundo publicidade estúdio, a cena da virada de ano em São Francisco foi filmada no famoso Grauman's Chinese Theatre em Hollywood, de propriedade de Sid Grauman. O filme marcou o retorno à tela de Alice Faye, que estava afastada do cinema desde Week-End in Havana, em 1941, e o último aparecimento de John Payne, que se juntou ao Corpo Aéreo do Exército, até o filme de 1945, As Irmãs Dolly. 
De acordo com o The Hollywood Reporter, o prefeito de São Francisco, Angelo Rossi, se reuniu com o executivo da 20th Century Fox, Joseph Schenck, em fevereiro de 1943, para protestar contra o uso do apelido de Frisco no título do filme. Armado com petições de diversas organizações civis proeminentes, Rossi persuadiu Schenck a mudar o título do filme para Hello, San Francisco, Hello em toda a sua publicidade naquela cidade. 
Laurence Hirsch, o executor do espólio do compositor Louis A. Hersch, que co-escreveu Hello, Frisco, Hello, com Gene Buck, interpôs um processo de violação contra duas gravadoras de música e a Twentieth Century-Fox, alegando que elas não tinham o direito de usar a música no filme. Sua ação foi indeferida em junho de 1945, no entanto.

## Elenco
- Alice Faye — Gertrude "Trudy" Evans
- John Payne — Johnny Cornell
- Jack Oakie — Dan Daley
- Lynn Bari — Bernice Croft
- Laird Cregar — Sam Weaver
- June Havoc — Beulah Clancy

## Prêmios e indicações
Academy Awards (EUA) (1944)
Premiações:
- "Melhor Canção Original" — Harry Warren e Mack Gordon (por "You'll Never Know")[7]

Indicações:
- "Melhor Fotografia" — Charles G. Clarke e Allen M. Davey

## Outras versões
Alice Faye recriou seu papel em uma reapresentação da história no programa de rádio Lux Radio Theatre em 15 de novembro de 1943, na qual co-estrelou com Robert Young.